# Leonid Leonídov
Leonid Mirónovich Leonídov (del ruso: Леони́д Миро́нович Леони́дов ), 3 de junio de 1873-6 de agosto de 1941), fue un actor y director de teatro ruso y soviético. Nacido de una familia judía en Odessa (su apellido real era Volfenzon, en ruso: Вольфензон, trabajó en el Teatro de Arte de Moscú desde 1903. Sus papeles incluyeron Dmitri Karamázov, Otelo, Lopajin. En la década de 1920 y 1930, también apareció en numerosas películas. Konstantín Stanislavski lo llamó "el único actor trágico ruso." Leonídov fue premiado con el Artista del pueblo de la URSS en 1936.

## Filmografía seleccionada
- Marionetas (1934)
- Gobseck (1937) .... Gobseck
- Semillas de Libertad (1929)
- V górod vjodit nelzyá (1928)
- Las alas de un siervo (1926) - Zar Iván el Terrible
- El tacón de acero (1919)
- Pedro y Alejo (1919)
- Pan (1918)